# Sagamora umbrina
Sagamora umbrina är en fjärilsart som beskrevs av Sergius G. Kiriakoff 1967. Sagamora umbrina ingår i släktet Sagamora och familjen tandspinnare. Inga underarter finns listade.